# Cysteodemus
Cysteodemus là một chi bọ cánh cứng trong họ Meloidae.
Chi này được miêu tả khoa học năm 1851 bởi LeConte.

## Các loài
Các loài trong chi này gồm:
- Cysteodemus armatus LeConte, 1851
- Cysteodemus wislizeni LeConte, 1851